# Umazana predelava mleka
Umazana predelava mleka ali umazano mleko (angleško: "dirty dairying") je izraz, ki ga na Novi Zelandiji uporabljajo za pridelavo mleka, ki zaradi neprimernega pridobivanja povzroča okoljevarstveno škodo,. Da bi preprečili naravno in človeško katastrofo so leta 2002 v društvu Fishand Game Cunsil sprožili javno in odmevno kampanjo s katero želijo doseči izboljšanje pri pridobivanju mleka.

## Posledice
Ta način pridobivanja ima negativne posledice, saj resno onasnežuje vodotoke in pitno vodo. Največji vpliv onesnaženosti, ki se odraža na zdravju ljudi, čutijo v regiji Waikato, saj reka Waikato teče točno skozi farmo, kjer pridobivajo mleko. Najvišjo stopnjo onesnaženosti pa vsebuje reka Manawatu, ki so jo mediji pred kratkim označili za zdravje škodljivo. V jezeru Ellesmere pa zaradi farme že od leta 1970 opažajo evtrofikacijo. Prav tako močnbo pa sta onesnažena tudi jezera Taupo in Rotorua. Opazovanje onesnaženosti od leta 1996 do leta 2002 je pokazalo, da so vse reke in potoki, ki tečejo blizu farme, močno onesnaženi.

## Vložene tožbe
Zaradi takšnega pridobivanja mleka je bilo od leta 2008 do leta 2012 vloženih 151 tožb. Da bi zmanjšali vpliv onesnaženosti je bilo podanih več kot tristo pobud za spremembo zakonov glede pridobivanja mleka. Zaradi neprimernega pridobivanja mleka in posledično velikega onasneževanja, je okoljevarstveno sodišče že obravnavalo tožbe v vrednosti 3,2 milijona Novozelanskih dolarjev.